# Ceratophygadeuon insularis
Ceratophygadeuon insularis là một loài tò vò trong họ Ichneumonidae.